# Vidaigneberg
De Vidaigneberg is een heuvel in de gemeente Heuvelland bij Westouter in West-Vlaanderen, België. De top ligt op 138 meter. De naam is afkomstig van de familienaam Vidaigne die in de 13e en 14e eeuw de berg in hun bezit hadden.
De Vidaigneberg grenst aan de Zwarteberg, Baneberg en Rodeberg. Tussen de Baneberg en de Vidaigneberg ligt de stoeltjeslift Cordoba.
De Vidaigneberg is een onderdeel van de zogenaamde centrale heuvelkam in het West-Vlaams Heuvelland, deze bestaat daarnaast uit de Watenberg, Kasselberg, Wouwenberg, Katsberg, Boeschepeberg, Kokereelberg, Zwarteberg, Baneberg, Rodeberg, Sulferberg, Goeberg, Scherpenberg, Monteberg, Kemmelberg en Lettenberg. Ten zuiden van deze heuvelkam bevindt zich het stroomgebied van de Leie, ten noorden van deze heuvelkam het stroomgebied van de IJzer. Op de heuvelflank ligt natuurgebied de Broekelzen.

## Wielrennen
De helling is meermaals opgenomen geweest in Gent-Wevelgem, in veel edities werd ze twee maal beklommen. De beklimming bestond dan uit de noordzijde, vanuit Westouter. Daarnaast wordt de helling opgenomen in de Driedaagse van De Panne-Koksijde, Driedaagse van West-Vlaanderen, Handzame Classic en de Great War Remembrance Race.